# Placówka Straży Celnej „Huta Wysowska”

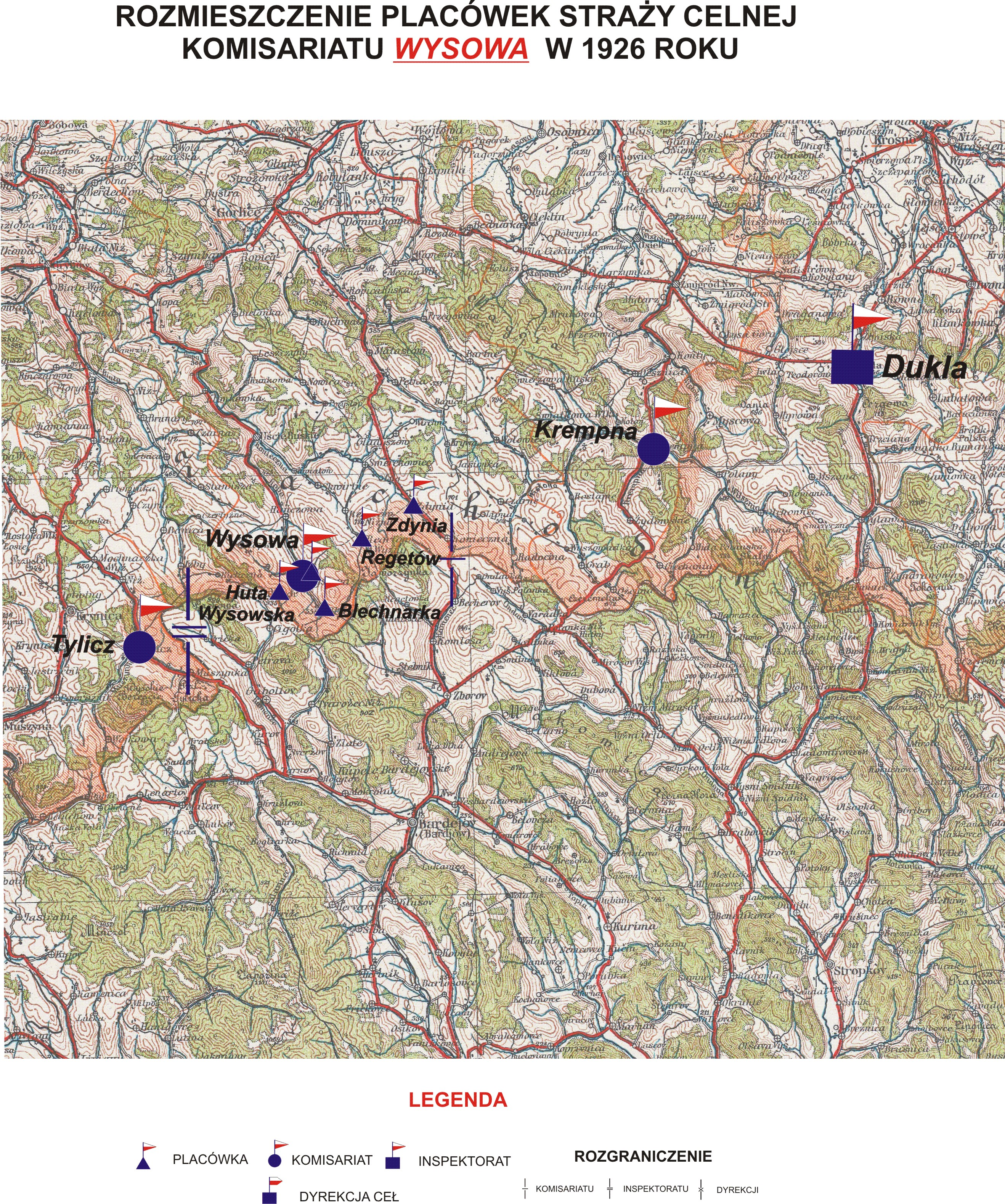
Rozmieszczenie placówek Komisariatu Wysowa w 1926 r.

Placówka Straży Celnej „Huta Wysowska” – jednostka organizacyjna Straży Celnej pełniąca w okresie międzywojennym służbę ochronną na granicy polsko-czechosłowackiej.

## Formowanie i zmiany organizacyjne
W 1921 roku w Tyliczu i Wysowej stacjonował sztab 4 kompanii 8 batalionu celnego. Kompanie wystawiały między innymi placówkę w Hucie Wysowskiej. W 1922 roku w Tyliczu stacjonował sztab 4 kompanii 6 batalionu celnego. Kompania wystawiała między innymi placówkę w Hucie Wysowskiej.
Na wniosek Ministerstwa Skarbu, uchwałą z 10 marca 1920 roku, powołano do życia Straż Celną. Jednostki Straży Celnej rozpoczęły przejmowanie odcinków granicy od pododdziałów Batalionów Celnych.  Proces tworzenia Straży Celnej trwał do końca 1922 roku. Placówka Straży Celnej „Huta Wysowska” weszła w podporządkowanie komisariatu Straży Celnej „Wysowa” z Inspektoratu SC „Dukla”.
W drugiej połowie 1927 roku przystąpiono do gruntownej reorganizacji Straży Celnej. W praktyce skutkowało to rozwiązaniem tej formacji granicznej. Ochronę północnej, zachodniej i południowej granicy państwa przejęła powołana z dniem 2 kwietnia 1928 roku Straż Graniczna.

## Funkcjonariusze placówki
Kierownicy placówki
| stopień  | imię i nazwisko, numer | okres pełnienia służby | kolejne stanowisko |
| -------- | ---------------------- | ---------------------- | ------------------ |
| strażnik | Antoni Szmidt (1073)   | był w 1926             |                    |

Obsada personalna placówki w 1926:
- strażnik Antoni Szmidt (1073)
- strażnik Jan Gorczyca (1908)
- strażnik Jan Michałek (1909)
- strażnik Franciszek Raczkowski (1038)
- strażnik Wincenty Rządkowski (1441)